# NOFV-Futsal-Liga
Die NOFV-Futsal-Liga ist die höchste Futsal-Liga im Bereich des Nordostdeutschen Fußballverbands. Die Liga wurde im Jahre 2013 als Nachfolger der Nordostdeutschen Futsalmeisterschaft eingeführt und diente bis zur Saison 2020/21 als Qualifikation zur Deutschen Futsal-Meisterschaft. Nach der Einführung der Futsal-Bundesliga im Bereich des DFB qualifiziert sich der Meister für die Aufstiegsrunde zur Futsal-Bundesliga.

## Geschichte
Im Jahre 2006 trug der Deutsche Fußball-Bund erstmals den DFB-Futsal-Cup, den Vorläufer der Deutschen Futsal-Meisterschaft, aus. Erst ein Jahr später richtete der Nordostdeutsche Fußball-Verband ein Qualifikationsturnier unter eigener Regie ein. Rekordsieger war SD Croatia Berlin mit vier Meisterschaften vor dem Futsal-Team Neuenhagen mit zwei und dem VfL 05 Hohenstein-Ernstthal mit einem Titel. Auf bundesdeutscher Ebene waren die Berliner die erfolgreichste Mannschaft und gewannen 2010 und 2011 jeweils den DFB-Futsal-Cup.
Mit der Saison 2013/14 führte der Nordostdeutsche Fußballverband eine eigene Liga ein. Erster Meister wurde der VfL 05 Hohenstein-Ernstthal. Die NOFV-Futsal-Liga stellte 2018 mit dem VfL 05 Hohenstein-Ernstthal erstmals den deutschen Meister. 2016 wurden der FC Liria Berlin und 2017 der VfL 05 Hohenstein-Ernstthal jeweils deutscher Vizemeister.

## Teilnehmer
In der Saison 2024/25 nehmen folgende neun Mannschaften an der NOFV-Futsal-Liga teil:
- UFC Atlético Berlin
- SD Croatia Berlin
- BSC Eintracht Südring
- Tennis Borussia Berlin
- SC Borea Dresden
- Omidan Dresden
- Blumenstadt United Erfurt
- VfL 05 Hohenstein-Ernstthal II
- UFK Potsdam 08

## Bisherige Meister
Die Tabelle führt alle Meister und Vizemeister der Nordostdeutschen Futsal-Meisterschaft (2007–2013) sowie der NOFV-Futsal-Liga (2013–2021) auf. Darüber hinaus wird das jeweilige Abschneiden der Mannschaften beim DFB-Futsal-Cup bzw. ab 2016 bei der Deutschen Futsal-Meisterschaft aufgeführt.
| Saison  | Meister                     | Abschneiden DM | Vizemeister                     | Abschneiden DM     |
| ------- | --------------------------- | -------------- | ------------------------------- | ------------------ |
| 2007    | Futsal-Team Neuenhagen      | Vorrunde       | SSV Blau-Gelb Mellingen-Taubach | kein Teilnehmer    |
| 2008    | SD Croatia Berlin           | Vorrunde       | BSC Freiberg                    | kein Teilnehmer    |
| 2009    | Futsal-Team Neuenhagen      | Vorrunde       | Baltic Futsal Rostock           | kein Teilnehmer    |
| 2010    | SD Croatia Berlin           | Meister        | Futsal-Team Neuenhagen          | kein Teilnehmer    |
| 2011    | SD Croatia Berlin           | Meister        | SV Elstertal Silbitz/Crossen    | kein Teilnehmer    |
| 2012    | SD Croatia Berlin           | Viertelfinale  | VfL 05 Hohenstein-Ernstthal     | kein Teilnehmer    |
| 2013    | VfL 05 Hohenstein-Ernstthal | Viertelfinale  | SD Croatia Berlin               | Halbfinale         |
| 2013/14 | VfL 05 Hohenstein-Ernstthal | Viertelfinale  | FC Viktoria 1889 Berlin         | Halbfinale         |
| 2014/15 | VfL 05 Hohenstein-Ernstthal | Halbfinale     | FC Liria Berlin                 | nicht teilgenommen |
| 2015/16 | VfL 05 Hohenstein-Ernstthal | Viertelfinale  | FC Liria Berlin                 | Finale             |
| 2016/17 | VfL 05 Hohenstein-Ernstthal | Finale         | FC Liria Berlin                 | Vorrunde           |
| 2017/18 | VfL 05 Hohenstein-Ernstthal | Meister        | 1894 Berlin                     | Viertelfinale      |
| 2018/19 | VfL 05 Hohenstein-Ernstthal | Halbfinale     | FC Liria Berlin                 | Halbfinale         |
| 2019/20 | VfL 05 Hohenstein-Ernstthal | Meister        | 1894 Berlin                     | Viertelfinale      |
| 2020/21 | VfL 05 Hohenstein-Ernstthal | Viertelfinale  | 1894 Berlin                     | Viertelfinale      |

Die Tabelle führt alle Meister und Vizemeister der NOFV-Futsal-Liga als zweithöchste Spielklasse im deutschen Futsal der Männer auf. Darüber hinaus wird das jeweilige Abschneiden des Meisters bei der Aufstiegsrunde zur Futsal-Bundesliga aufgeführt.
| Saison  | Meister             | Abschneiden AR  | Vizemeister               |
| ------- | ------------------- | --------------- | ------------------------- |
| 2021/22 | Beach United Berlin | 3. der Gruppe 1 | FC Liria Berlin           |
| 2022/23 | FC Liria Berlin     | 1. der Gruppe 2 | CFC Hertha 06             |
| 2023/24 | FC Carl Zeiss Jena  | 2. der Gruppe 2 | Blumenstadt United Erfurt |
| 2024/25 |                     |                 |                           |